# Alcyonium
Alcyonium is een geslacht van lederkoralen (familie Alcyoniidae), waarvan minstens één soort, Alcyonium digitatum regelmatig in de Nederlandse kustwateren voorkomt, en een aantal andere soorten algemeen is langs de Europese rotskusten. De soorten hebben hard substraat en ten minste enige stroming nodig om zich te kunnen vestigen en overleven.

## Soorten
- Alcyonium acaule Marion, 1878
- Alcyonium adriaticum Kükenthal, 1909
- Alcyonium altum Tixier-Durivault, 1955
- Alcyonium antarcticum Wright & Studer, 1889
- Alcyonium aspiculatum Tixier-Durivault, 1955
- Alcyonium aurantiacum Quoy & Gaimard, 1834
- Alcyonium bocagei (Saville-Kent, 1870)
- Alcyonium bosphorense Tixier-Durivault, 1961
- Alcyonium brioniense Kükenthal, 1907
- Alcyonium capitatum (Pfeffer, 1889)
- Alcyonium catalai Tixier-Durivault, 1970
- Alcyonium ceylonense May, 1899
- Alcyonium clavatum Studer, 1890
- Alcyonium compactofestucum Verseveldt & Van Ofwegen, 1992
- Alcyonium confertum Boone, 1938
- Alcyonium coralloides (Pallas, 1766)
- Alcyonium dendroides Thomson & Dean, 1931
- Alcyonium digitatum Linnaeus, 1758 - Dodemansduim
- Alcyonium distinctum Williams, 1988
- Alcyonium echinatum Tixier-Durivault, 1970
- Alcyonium elegans (Kükenthal, 1902)
- Alcyonium etheridgei Thomson & Mackinnon, 1911
- Alcyonium faura J.S. Thomson, 1910
- Alcyonium fauri Studer, 1910
- Alcyonium flabellum Quoy & Gaimard, 1834
- Alcyonium foliatum J.S. Thomson, 1921
- Alcyonium fulvum (Forskål, 1775)
- Alcyonium fungiforme Tixier-Durivault, 1954
- Alcyonium glaciophilum Van Ofwegen, Häussermann & Försterra, 2007
- Alcyonium glomeratum (Hassal, 1843)
- Alcyonium grandiflorum Tixier-Durivault & D'Hondt, 1974
- Alcyonium grandis Casas, Ramil & Van Ofwegen, 1997
- Alcyonium graniferum Tixier-Durivault & D'Hondt, 1974
- Alcyonium haddoni Wright & Studer, 1889
- Alcyonium hibernicum (Renouf, 1931)
- Alcyonium jorgei Van Ofwegen, Häussermann & Försterra, 2007
- Alcyonium luteum Tixier-Durivault, 1954
- Alcyonium manusdiaboli Linnaeus, 1767
- Alcyonium maristenebrosi Stiasny, 1937
- Alcyonium megasclerum Stokvis & Van Ofwegen, 2007
- Alcyonium muricatum Yamada, 1950
- Alcyonium pacificum Yamada, 1950
- Alcyonium palmatum Pallas, 1766
- Alcyonium patagonicum (May, 1899)
- Alcyonium paucilobulatum Casas, Ramil & Van Ofwegen, 1997
- Alcyonium profundum Stokvis & Van Ofwegen, 2007
- Alcyonium repens Stiasny, 1941
- Alcyonium reptans Kükenthal, 1906
- Alcyonium robustum Utinomi, 1976
- Alcyonium roseum (Tixier-Durivault, 1954)
- Alcyonium rotiferum Thomson, 1910
- Alcyonium rubrum Stokvis & Van Ofwegen, 2007
- Alcyonium senegalense Verseveldt & Van Ofwegen, 1992
- Alcyonium sidereum Verrill, 1922
- Alcyonium sollasi Wright & Studer, 1889
- Alcyonium southgeorgiense Casas, Ramil & Van Ofwegen, 1997
- Alcyonium spitzbergense Verseveldt & Van Ofwegen, 1992
- Alcyonium submurale Ridley, 1883
- Alcyonium varum McFadden & Ofwegen, 2013
- Alcyonium verseveldti Benayahu, 1982
- Alcyonium wilsoni (J.S. Thomson, 1921)
- Alcyonium yepayek Van Ofwegen, Häussermann & Försterra, 2007